# Rów Powsinkowy
Rów Powsinkowy (inne nazwy: Rów Powsiński, Kanał Powsiński) – rów wodny na terenie Warszawy, dzielnicy Wilanów i gminy Konstancin-Jeziorna.

## Położenie i charakterystyka
Rów przebiega przez teren gminy Konstancin Jeziorna, a także stołecznej dzielnicy Wilanów – obszary MSI: Powsin i Powsinek. Leży w zlewni rzeki Wilanówki, uchodzi do Jeziora Powsinkowskiego. Według państwowego rejestru nazw geograficznych początek rowu położony jest w rejonie ulicy Wspólnej w Bielawie, na terenie bezimiennego stawu, a ujście do Jeziora Powsinkowskiego zlokalizowane jest na południu zbiornika wodnego, przy jego wschodniej odnodze.
Rów płynie głównie w kierunkach północnym i północno-zachodnim. Przepływa przez Jezioro Lisowskie oraz Jezioro pod Morgami. Jego wody mają także połączenie z Wilanówką poprzez Kanał Latoszki. Na obszarze zlewni położone są również jeziora Torfowiska, Struga, Jeziorko Bielawskie Dolne i Jeziorko Bielawskie Górne. Ciek przecina ulicę Okrzewską w Bielawie i Rosochatą w Wilanowie. Na ostatnim odcinku krzyżuje się z trasą Południowej Obwodnicy Warszawy (droga ekspresowa S2), na której zaprojektowano przepust. Dodatkowo zaplanowano przebudowę rowu w taki sposób, aby przecinał on nasyp trasy pod kątem prostym, a jego dopływy uchodziły przed przepustem.
Przebiega głównie przez łąki, bagna i tereny rolnicze, a także obszary zabudowy jednorodzinnej. Jego dopływami są: rozbudowana sieć rowów oznaczonych literą „P” m.in. P–5 i P–21 (bezpośrednie dopływy) oraz Rów V (dopływ Jeziora Lisowskiego), który również posiada sieć dopływów.
Długość rowu wynosi 6,82 km i zaliczany jest on do urządzeń melioracji podstawowych Warszawy. Według innego źródła długość wynosi ok. 7 km, z czego 5 km przebiega przez Warszawę. Szerokość dna kanału wynosi 1,4 m, a głębokość 2 m. Całkowita powierzchnia zlewni to 14,0186 km².
Ciek pełni funkcje retencyjne – odwadnia ok. ⅓ powierzchni dzielnicy Wilanów, a także nawadniającą łąki i użytki rolne. Jego pierwotna funkcja traci na znaczeniu w wyniku postępującej urbanizacji. W związku z tym oraz wysokim poziomem wód gruntowych (ok. 0,5 m poniżej gruntu) występuje ryzyko podtopień domów. W 2010 roku teren zlewni rowu objęty był dużą powodzią.

## Przyroda
Rów i część jego dopływów przepływa przez Warszawski Obszar Chronionego Krajobrazu, utworzony rozporządzeniem Wojewody Warszawskiego z dnia 29 sierpnia 1997 r. w sprawie utworzenia obszaru chronionego krajobrazu na terenie województwa warszawskiego. W okolicach cieku ustanowiono w 2002 roku użytki ekologiczne „Powsinek” o powierzchni 2,8518 ha i „Powsin” o powierzchni 1,6596 ha w celu ochrony siedlisk motyla modraszka telejusa oraz mrówek z rodzaju Myrmica na łąkach zmienno-wilgotnych.
Wśród znajdujących się w okolicach łąk występują zarówno Arrhenatheretalia, jak i Molinion caeruleae. Spotyka się tam takie gatunki roślin jak: bodziszek błotny, tojeść pospolita, krwawnica pospolita, przetacznik długolistny, krwiściąg lekarski, rutewka żółta, rutewka wąskolistna, stokłosa żytnia, groszek bulwiasty, ślaz zygmarek, czy mikołajek płaskolistny. W 2004 roku stwierdzono bytowanie gatunków ptaków: bączek, czernica, czajka zwyczajna, rybitwa rzeczna, rybitwa białowąsa, rybitwa czarna, pliszka siwa, strumieniówka, kruk zwyczajny i dziwonia zwyczajna. Ponadto, w późniejszym okresie zaobserwowano ptaki należące do gatunków: kukułka, trznadel, grzywacz, zaganiacz, kapturka, skowronek, pliszka żółta, mazurek, potrzos i sroka.